# Perseu i Andròmeda (Leighton)
Perseu i Andròmeda és una pintura a l'oli d'estil prerafaelita obra de sir Frederic Leighton. La va completar el 1891, l'any que va ser exposada a l'Royal Academy of Arts. Descriu la història de la mitologia grega d'Andròmeda. En contrast amb la base clàssica del conte, Leighton va fer servir l'estil gòtic per a ambientar l'obra. La pintura forma part de la col·lecció del National Museums Liverpool i s'exposa a la Walker Art Gallery.

## Llegenda
En la mitologia grega, el regne d'Etiòpia va estar governat per la bella però altiva reina Cassiopea; mantenia que la seva bellesa era superior a la de les nimfes del mar, que eren les filles de Posidó, el déu del mar. Quan les nimfes varen ser conscients de les seves reclamacions, van protestar al seu pare, que es va venjar cridant un monstre marí anomenat Cetus per patrullar i causar estralls al llarg de la costa d'Etiòpia i col·locar el regne de Cassiopea en risc. En resposta, la reina, amb el seu marit Cefeu, va decidir sacrificar la seva filla, la princesa Andròmeda, al monstre.
Andròmeda va ser encadenada a una roca a la vora de la mar com a ofrena al monstre. Perseu viatjava de tornada a casa en el seu cavall alat, Pegàs, després de lluitar amb Medusa. Va rescatar Andròmeda matant el monstre. La parella es va enamorar, però la princesa ja estava unida amb Fineu. Perseu va discutir amb Fineu en el casament, però la lluita va arribar a una conclusió quan Fineu va ser convertit en pedra després que Perseu va brandar el cap de Medusa derrotat.

## Pintura
El tema mitològic d'Andròmeda es representa d'una manera dramàtica. L'escena és una representació del mite situat en una costa rocosa. Perseu es representa volant per sobre del cap d'Andròmeda, en el seu cavall alat Pegàs. Dispara una fletxa des de l'aire, que es clava en el monstre marí, que gira el cap cap amunt, cap a l'heroi. Gairebé nu, el cos retorçat d'Andròmeda està a l'ombra de les ales de la criatura fosca, creant un senyal visual de perill imminent. El seu cos sinuós contrasta contra la massa fosca del cos irregular i dentat del monstre. El cos blanc d'Andromeda es presenta pur i innocent, indicant un sacrifici injust per un càstig diví que no era per a ella, sinó per a la seva mare. Pegàs I Perseu estan envoltats per un halo de llum que els connecta visualment amb el cos blanc de la princesa, encadenada a la roca.
Leighton va fer una petita escultura de bronze pintada d'Andròmeda com un estudi abans de començar a treballar en la pintura. L'estatueta estava nua, però Leighton va col·locar materials mullats damunt per aconseguir l'efecte que volia reproduir en la seva obra. Un treball posterior, Perseu sobre Pegàs corrent al rescat d'Andròmeda, completat quatre anys més tard, retratava la mateixa història.